# Jan Distelmeyer
Jan Hendrik Distelmeyer (* 1969 in Bielefeld) ist ein deutscher Medienwissenschaftler und Filmkritiker.

## Leben
Distelmeyer studierte Germanistik, Medienwissenschaft und Philosophie und promovierte 2002 über das Thema Autorenfilm.
Von 2002 bis 2004 war er in Hamburg für die Konzeption der Internationalen Filmhistorischen Kongresse von CineGraph verantwortlich und edierte anschließend die Sammelbände mit den Tagungsbeiträgen.
Seit 2005 lehrt er im Kooperationsstudiengang Europäische Medienwissenschaft der Universität Potsdam und der Fachhochschule Potsdam; zunächst als Gastprofessor und wissenschaftlicher Mitarbeiter der Universität Potsdam, seit 2010 als Professor für Theorie und Geschichte der technischen Medien an der Fachhochschule Potsdam. Von Herbst 2007 bis Herbst 2008 vertrat er die Professur für Medienwissenschaft mit dem Schwerpunkt Medienästhetik/Medienkultur an der Hochschule für Bildende Künste Braunschweig.
Er ist Autor zahlreicher Filmkritiken, unter anderem für epd Film, taz, Spex, Die Zeit, Spiegel Online und Jungle World, und Mitglied des Stiftungsrats der Deutschen Kinemathek.
Jan Distelmeyer ist ein jüngerer Bruder des Musikers Jochen Distelmeyer. Er lebt mit seiner Frau und einer Tochter in Berlin.

## Publikationen
- (als Red.:) Tonfilmfrieden/Tonfilmkrieg. Die Geschichte der Tobis vom Technik-Syndikat zum Staatskonzern. edition text + kritik, München 2003, ISBN 3-88377-749-8.
- (als Red.:) Alliierte für den Film. Arnold Pressburger, Gregor Rabinowitsch und die Cine-Allianz. edition text + kritik, München 2004, ISBN 3-88377-779-X.
- (als Red.:) Babylon in FilmEuropa. Mehrsprachen-Versionen der 1930er Jahre. edition text + kritik, München 2006, ISBN 3-88377-838-9.
- (als Red.:) Spaß beiseite, Film ab. Jüdischer Humor und verdrängendes Lachen in der Filmkomödie bis 1945. edition text + kritik, München 2006, ISBN 978-3-88377-803-7.
- Autor Macht Geschichte. Oliver Stone, seine Filme und die Werkgeschichtsschreibung. edition text + kritik, München 2005, ISBN 3-88377-796-X.
- (als Hrsg. mit Christine Hanke und Dieter Mersch:) Game Over?! Perspektiven des Computerspiels. transcript, Bielefeld 2008, ISBN 978-3-89942-790-5.
- Das flexible Kino  Ästhetik und Dispositiv der DVD & Blu-ray. Bertz + Fischer, Berlin 2012, ISBN 978-3-86505-217-9.
- (als Hrsg. mit Lisa Andergassen und Nora Johanna Werdich:) Raumdeutung. Zur Wiederkehr des 3D-Films. transcript, Bielefeld 2012, ISBN 978-3-8376-1815-0.
- Katastrophe und Kapitalismus. Phantasien des Untergangs. Bertz + Fischer, Berlin 2013, ISBN 978-3-86505-722-8.
- Machtzeichen. Anordnungen des Computers. Bertz + Fischer, Berlin 2017, ISBN 978-3-86505-739-6.
- Kritik der Digitalität. Springer VS, Wiesbaden 2021, ISBN 978-3-658-31366-1.